# François de Marliave
Pour les articles homonymes, voir Marliave.
François de Marliave, né le 10 octobre 1874 à Toulon et mort le 11 janvier 1953 à Draguignan, était un peintre voyageur  et illustrateur français d'Aix-en-Provence, frère du musicologue Joseph de Marliave, descendant d'une famille aristocratique du Languedoc.

## Biographie
François de Marliave s'embarque comme pilotin en 1899.
C'est en 1905 qu'il se fait connaître par ses œuvres sur Versailles et notamment ses représentations du Trianon. Repéré comme un jeune peintre de talent au Salon des Artistes français, il est considéré comme "excellemment doué" pour ses peintures Le Jet d'eau et Première neige qui témoignent selon la critique d'un "métier sûr" et d'un "beau sentiment du paysage décoratif". Il continuera à exposer au Salon des Artistes Français et au Salon de la Société Nationale des Beaux-Arts de 1904 à 1926.
Il reçoit des commandes de l'état et travaille pour le grand couturier et amateur d'art Jacques Doucet.

En 1911, il reçoit le Prix de l'Indochine grâce auquel il reçoit une bourse de voyage d'une année, aller-retour en première classe depuis Paris et la gratuité des transports en Indochine. Ainsi, il reçoit une commande du Palais Royal du Cambodge et bien que les peintures du plafond de la « Salle des Danses » soient parfois attribuées à l'artiste khmer Tep Nimit Mak, elles sont en fait l'œuvre de l'artiste français François de Marliave. A son retour, il expose en 1913 au Salon des Orientalistes Français et suscite l'admiration de ses pairsː 
L'Indochine a maintenant ses artistes, comme l'Afrique du Nord ou l'Orient; elle les a conquis et elle les garde pour toujours. M. François de Marliave est du nombre. Il s'est épris des grandes ruines d'Angkor, des pagodes annamites, des extraordinaires rochs de la baie d'Along [sic], des colorations fugaces, mais si vives du déclin des journées tropicales, et il a traduit ses impressions en peintures à l'huile ou plus souvent à la gouache sur lesquelles les caractéristiques de formes et de couleurs sont reproduites avec une intensité saisissant au premier coup d'oeil ceux qui, amoureux à d'autres points de vue de cet Extrême-Orient français, en gardent la vision dans le fond de leurs souvenirs. 
Aux côtés de nombreux autres artistes comme André Dewambez, François de Marliave, pensionnaire du Gouvernement indochinois s'enage sur le front lors de la Première Guerre Mondiale en tant que lieutenant de réserve dans un régiment du 7e corps.
Il revient au Cambodge après la Guerre et reçoit des commandes, de Pierre Loti. En 1920, il fait un voyage à Angkor. Les croquis qu'il dessine à cette occasion que Pierre Loti lui demandera pour illustrer la réédition de son livre, Le Pélerin d'Angkor en 1930. Déjà en 1927, Émile Henriot avait fait appel à ses talents pour illustrer son Journal de Bord. Les reproductions sont alors faites par Jean Saudé, graveur et maître enlumineur français de Paris. Il continuera ce travail d'illustrateur pour d'autres romans français comme Les Choses voient d'Edouard Estaunié en 1931 ou encore Jean-des-Figues de Paul Arène en 1932.
Il peint et dessine des nombreux paysages et des personnages en Inde (1930), au Moyen-Orient (1933-1934) et en Algérie (1942-1945). Après la Seconde Guerre mondiale, il s'inspire des paysages de Provence, puisqu'il réside à Aix-en-Provence depuis 1917. Certaines de ses œuvres sont conservées au musée d'Orsay, section des arts décoratifs, à Paris. La campagne provençale l'inspirera aussi jusqu'à son dernier souffle, qu'il expire le 11 janvier 1953 à Draguigan.

## Voyages

### Indochine
Il obtient une bourse d'Indochine en 1910 et commence sa vocation de voyageur : 
- Indochine en 1911 et 1920 où il prépare l'exposition coloniale de Marseille
  - avril - octobre 1920 : Hanoï, Son Tay, Cao Bang, Hải Phòng
  - novembre 1920 : Angkor
  - décembre 1920 : janvier 1921 - Vientiane
  - février - mars 1921 : Faifo, Hué
  - avril 1921 : Tourane, Đà Lạt

### Moyen-Orient
- Moyen-Orient 1933 - 1934
  - janvier 1933 : Le Caire,Port-Soudan
  - février 1933 : Djibouti
  - avril 1933 : Palmyre
  - mai 1933 :  Baalbek
  - aout 1934 :  Baalbek

### Algérie
- Algérie de 1942 à 1945 
  - avril 1942 : Tébessa
  - juillet 1942 : Tassadet, Djemila
  - octobre 1942 : Melika, Tipaza, Djelfa, Ghardaïa 
  - novembre 1942 : Djelfa, Messaad
  - janvier - avril 1942 : Ghardaïa
  - mai 1944 : Cherchel
  - octobre 1944 Tipaza

### Inde
- Inde en 1930

### Europe
- -  1908 Schonbrunn Autriche
  - avril 1914 : villa d'Este, villa Doria Pamphilj Italie
  - septembre 1926 : Lisbonne Portugal
  - mai 1934 : Grèce

### Amérique
- -  1910 Amérique

### France
En France, il réside à partir de 1917 à Aix-en-Provence rue Littera.

## Illustrations

### Livres
- Hallucination 1910
- Bagatelles et ses jardins 1910 de J.C.N. Forestier (couverture)
- La chèvre de Pescadoire 1911 de Léon Lafage (frontispice)
- Mirages d'exil 1914 de Jean Renaud (couverture)
- Exposition Internationale de Lyon L'Indochine 1914 (couverture)
- Au bord du Rhône 1922 de Gabriel Fauré (couverture)
- Une journée de Pierre LOTI 1925 de Gabriel Fauré
- La pècheresse 1925 de Henri de Régnier
- Gueux de brousse 1925 de Jean RENAUD (couverture et illustrations)
- Aix en provence 1925 par Collectif (couverture et illustrations)
- Rome Vatican 1925 de Gustave Geffroy (couverture)
- Dansons la trompeuse 1926 Raymond Escholier (illustrations)
- La jonque de porcelaine 1927 de Joseph Delteil (illustrations)
- Journal de bord 1927 de Emile Henriot (couverture et illustrations)
- De shang hai à canton 1928 de Thomas Raucat (illustrations)
- Suite italienne 1927 de Gabriel Fauré (couverture)
- Chroniques italiennes 1928 de Stendhal (couverture et illustrations)
- Aix en provence 1929 par Collectif (illustrations)
- L'enfance candide et passionnée 1929 de Louis Giniés (illustrations)
- Un pèlerin d'angkor 1930 de Pierre Loti (couverture et illustrations)
- Olivae fructus 1930 de Johannes Joergensen (illustrations)
- Versailles 1930 de Raymond Escholier (couverture)
- Avignon, ses monuments 1930 de Joseph Girard (sanguines)
- Fontaines de Provence 1930 de François de Marliave (couverture et illustrations)
- Les choses voient 1931 de Édouard Estaunié (couverture et illustrations)
- Jean des figues 1932 de Paul Arène (couverture et illustrations)
- Sous un cœur blessé 1932 de Fernand Mazade (illustrations)
- Le mariage de Loti 1932 de Pierre Loti (couverture et illustrations)
- La double maitresse 1939 de Henri de Régnier (couverture et illustrations)
- La provence 1939 de Joseph d'Arbaud (couverture et illustrations)
- Visages de la provence 1954 par Ernest BENEVENT, Emile-G. LEONARD, Fernand BENOIT, Joseph GIRARD et Bruno DURAND (1 illustration de F. de M. )[10]

### Revues françaises
- Demain 1924 - 1925
- Fantasio 1911
- Fémina 1913
  - du 15 septembre 1913 Les boudoirs fleuris
  - de Noël 1913 Les jolis boudoirs
- Fermes et Châteaux numéro 94 en 1913 (couverture)
- Floréal 1922 - 1923
  - du 31 mars 1923 L'envers de l'écran
  - du 14 avril 1923 Notre Gnafron
  - du 21 avril 1923 Femmes du Tonkin
  - du 1er juin 1923 numéro 6 Femmes du Haut-Tonkin
  - du 13 juin 1923  Traversée
- Je sais tout 1905 - 1913
  - de décembre 1905 Les jardins à la mode
  - du 1er avril 1913 Les jardins sont à la mode
- L'art décoratif 2e semestre 1911
- L'illustration 1912 - 1914 - 1922 - 1926
  - du 6 juin 1914 Les tombeaux des empereurs d'annam
  - du 21 octobre 1922 Les aspects intimes et pittoresques de l'Indochine
  - du 22 mai 1926 Au cœur d'aix en provence
- L'art des artistes 1913 - 1914
  - de septembre 1913
- La guerre des nations 1915
- La revue fédéraliste 1925
- Le Feu 1925
- Le journal du Bon Ton 1914
- Le monde illustré
  - du 11 mars 1912 Dans le parc Saint-Jean
  - du 7 décembre 1912 supplément Au tombeau de Minh-Mang
  - du 26 avril 1913 Angkor-Vat
  - du 3 mai 1914 Portrait de l'empereur d'Annam
  - du 7 juin 1924 Les cygnes

### Revues étrangères
- USA
  - The House Beautiful Christmas 1911 Couverture: Versailles in Winter, Article: The Gardens at Versailles

## Expositions coloniales
Il participe à différentes expositions coloniales : Marseille (1922) Indochine, Anvers (1930) Indochine, Exposition coloniale internationalede Vincennes (1931) Palais d'Angkor, Exposition Internationale de Paris (1937).

## Expositions récentes
- Musée Cernuschi, Du fleuve Rouge au Mékong, visions du Vietnam, 21 septembre 2012 - 27 janvier 2013

## Décoration
- Participe à la décoration du Paquebot Lutetia de la Cie Sud Atlantique en 1913, escalier et salle à manger et du Paquebot Florida de la Cie Paquet en 1922
- Chargé de mission du Ministère des Colonies pour la décoration des Palais du Gouvernement et de la Résidence à Hanoï et Saïgon et pour le Palais de l'Indochine à l'Exposition Coloniale de Marseille en 1922.
- Expose à la Manufacture Nationale de Tapisserie de Beauvais en 1925.

## Affiches publicitaires
- Obtient le 5e prix au concours d'affiches BYRRH
- Andrée Spinelly au Théâtre du Moulin Rouge en 1906
- Lac Majeur, Isola Bella dans l'agenda du P.L.M 1913
- Syndicat d'initiative du Nord Indochinois 1920

## Un livre à lire
- L'Indochine : Un Lieu D'echange Culturel ? ; Les Peintres Chinois Et Indochinois (fin XIXe-XXe) de Nadine André-Pallois.
- François de Marliave, itinéraire d'un peintre. Colette Establet  AMAROM Ultramarines no 10.
- Catalogue François de Marliave, Cambodge - Laos - Viêt Nam Voyages en Indochine Exposition 22 juin 1994 au 29 juillet 1994 à la Galerie Ch. MEISSIREL FINE ART.

## Dans les musées
Museum Pasifika
- Pièce Asie, Représentant un portrait traditionnel de geisha

Musée du quai Branly
- Portrait de femme Yao Tien, Représentation de coiffe de femme Yao Tien, Portrait de femme Yao Tien, Portrait d'homme Yao Tien